# Примирительный комитет Южной Африки
Примирительный комитет Южной Африки (англ. South Africa Conciliation Committee) — британская антивоенная организация, выступавшая против Второй англо-бурской войны.
Комитет был образован в 1899 году после начала войны для скорейшего мирного урегулирования конфликта между этой Великобританией и бурскими республиками. Комитет выступал за начало официальных переговоров с целью прекращения войны, однако также выступал за сохранение Южной Африки в составе Британской империи.
Основателем комитета была Кэтрин Кортни, а президентом — Леонард Кортни. Секретарем комитета была Эмили Хобхаус. Джейн Кобден, дочь радикального и либерального государственного деятеля Ричарда Кобдена, и суфражистка Элизабет Молтено, дочь первого премьер-министра Джона Молтено, были членами-учредителями. Среди членов комитета также были Джон Клиффорд, президент комитета «Остановим войну», Аллан Брайт, сэр Уилфрид Лоусон, издатель Томас Анвин, левый журналист Генри Брэйлсфорд, Роберт Уотсон, квакеры Джордж Кэдбери и Джошуа Раунтри.
Ещё одна роль Примирительного комитета заключалась в предоставлении достоверной информации о ходе войны. Эмили Хобхаус посетила Южную Африку в 1900—1901 годах и опубликовала доклад о британских концлагерях в 1901 году.
На всеобщих выборах в Парламент в 1900 году кандидаты Аллан Брайт и Уилфрид Лоусон, выступавшие с антивоенной позицией, потерпели поражение.
Южноафриканское отделение Примирительный комитета было основано в Кейптауне в начале 1900 года под председательством Джона Молтено.